# Siwu jezik
Siwu jezik (akpafu-lolobi, lolobi-akpafu, siwusi; ISO 639-3: akp), jedan od dva lelemi-akpafu jezika, šire skupine lelemi, kojim govori 27 000 ljudi (2003) sdjeverno od grada Hohoé u Gani.
Postoje dva dijalekta, akpafu i lolobi. Govornici svoj jezik zovu siwu.

## Vanjske poveznice
- Ethnologue (14th)
- Ethnologue (15th)